# Војвођанска фудбалска лига Југ
Војвођанска фудбалска лига Југ је једна од укупно једанаест зонских лига у фудбалу. Зонске лиге су четврти ниво лигашких фудбалских такмичења у Србији. Лига је формирана 2014. године приликом реорганизације такмичења четвртог ранга на територији Фудбласког савеза Војводине када су уместо дотадашњих Војвођанске лиге Запад и Војвођанске лиге Исток настале три зоне — Банатска, Бачка и Новосадско-сремска. Пред почетак сезоне 2016/17. Новосадско-сремска зона добила је садашње име Војвођанска фудбалска лига Југ. Виши степен такмичења је Српска лига Војводина, а нижи су Новосадска лига и ПФЛ Сремска Митровица. Првак лиге иде директно у Српску лигу Војводина.

## Победници свих првенстава
| Сезона                         | Бр. клуб. | Првак                   | Бодови | Вицепрвак                    | Бодови |
| Новосадско-сремска зона        |           |                         |        |                              |        |
| 2014/15.                       | 16        | Омладинац, Нови Бановци | 67     | Борац, Нови Сад              | 54     |
| 2015/16.                       | 16        | Црвена звезда, Нови Сад | 69     | Јединство, Стара Пазова      | 67     |
| Војвођанска фудбалска лига Југ |           |                         |        |                              |        |
| 2016/17.                       | 16        | Младост, Бачки Јарак    | 72     | Јединство, Стара Пазова      | 60     |
| 2017/18.                       | 16        | Кабел, Нови Сад         | 69     | Слога, Ердевик               | 65     |
| 2018/19.                       | 16        | 1. Мај, Рума            | 61     | Југовић, Каћ                 | 55     |
| 2019/20.                       | 16        | Младост, Нови Сад       | 39     | Подриње, Мачванска Митровица | 37     |
| 2020/21.                       | 18        | Борац, Шајкаш           | 73     | Јединство, Руменка           | 72     |
| 2021/22.                       | 16        | Нови Сад 1921, Нови Сад | 64     | Подунавац, Белегиш           | 54     |
| 2022/23.                       | 16        | Железничар, Инђија      | 63     | Словен, Рума                 | 62     |
| 2023/24.                       | 16        | Слобода, Доњи Товарник  | 75     | Хајдук, Дивош                | 73     |